# مسجد الفاتحية (بيخاتش)
مسجد الفاتحية (البوسنية: Fethija džamija) هو مسجد وكنيسة كاثوليكية سابقة تقع في مدينة بيهاتش، البوسنة والهرسك. تم تشييده عام 1266، وهو أقدم مبنى قوطي في البلاد. تم بناؤه في الأصل ككنيسة كاثوليكية مكرسة للقديس أنتوني بادوا، وتحول بعد ذلك إلى مسجد بعد غزو العثمانيين بيهاتش في عام 1592 من هابسبورغ كرواتيا. كان المبنى في الأصل مصحوبًا بدير، والذي ورد ذكره أيضًا في ميثاق القرن الثالث عشر للنبلاء الكرواتيين.

## روابط خارجية
- http://www.discoverbihac.ba/dzamija1.php نسخة محفوظة 22 أبريل 2019 على موقع واي باك مشين.